# Diocesi di Coimbra

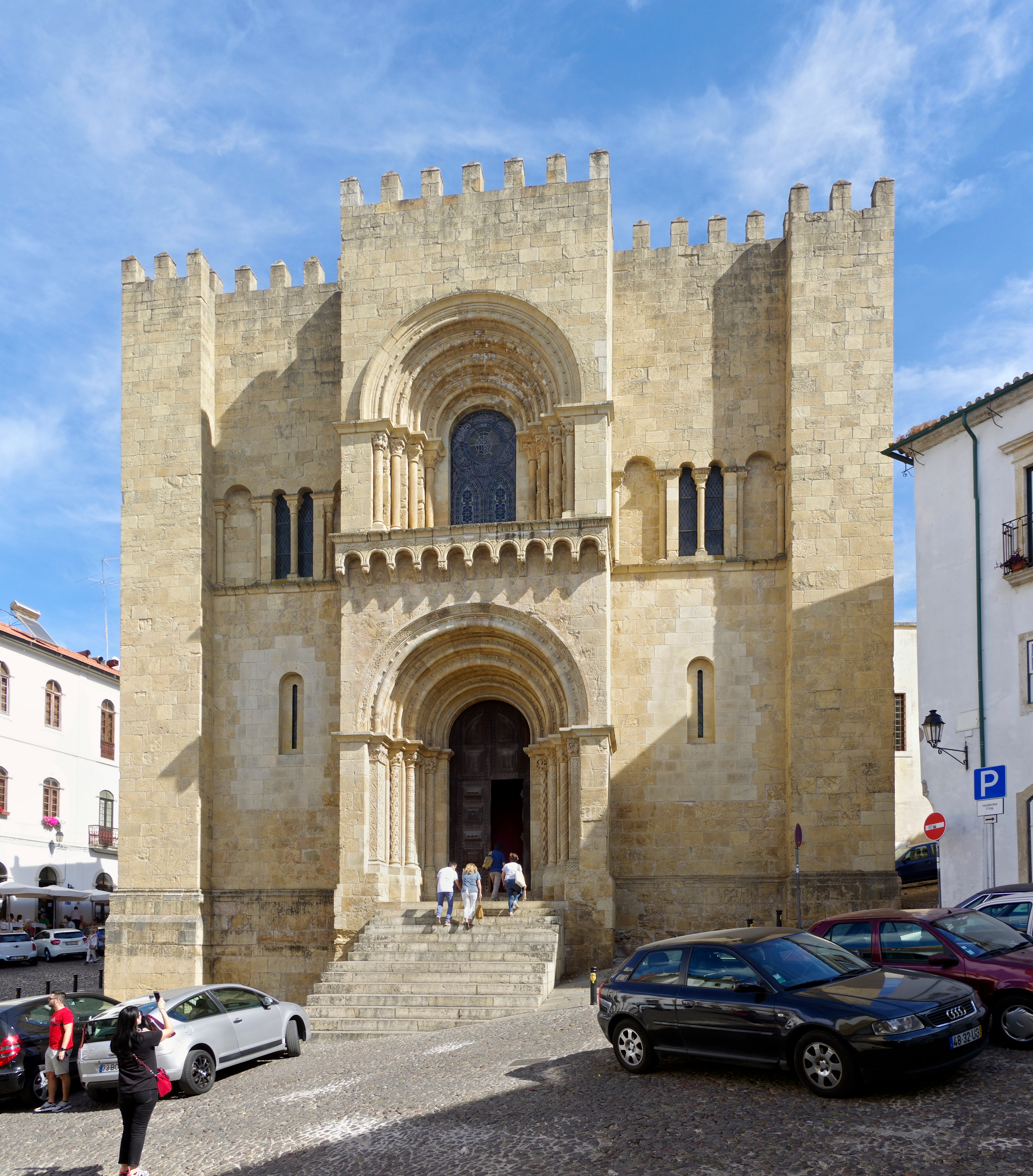
L'ex cattedrale dell'Assunzione di Maria Vergine, chiamata Sé Velha de Coimbra.

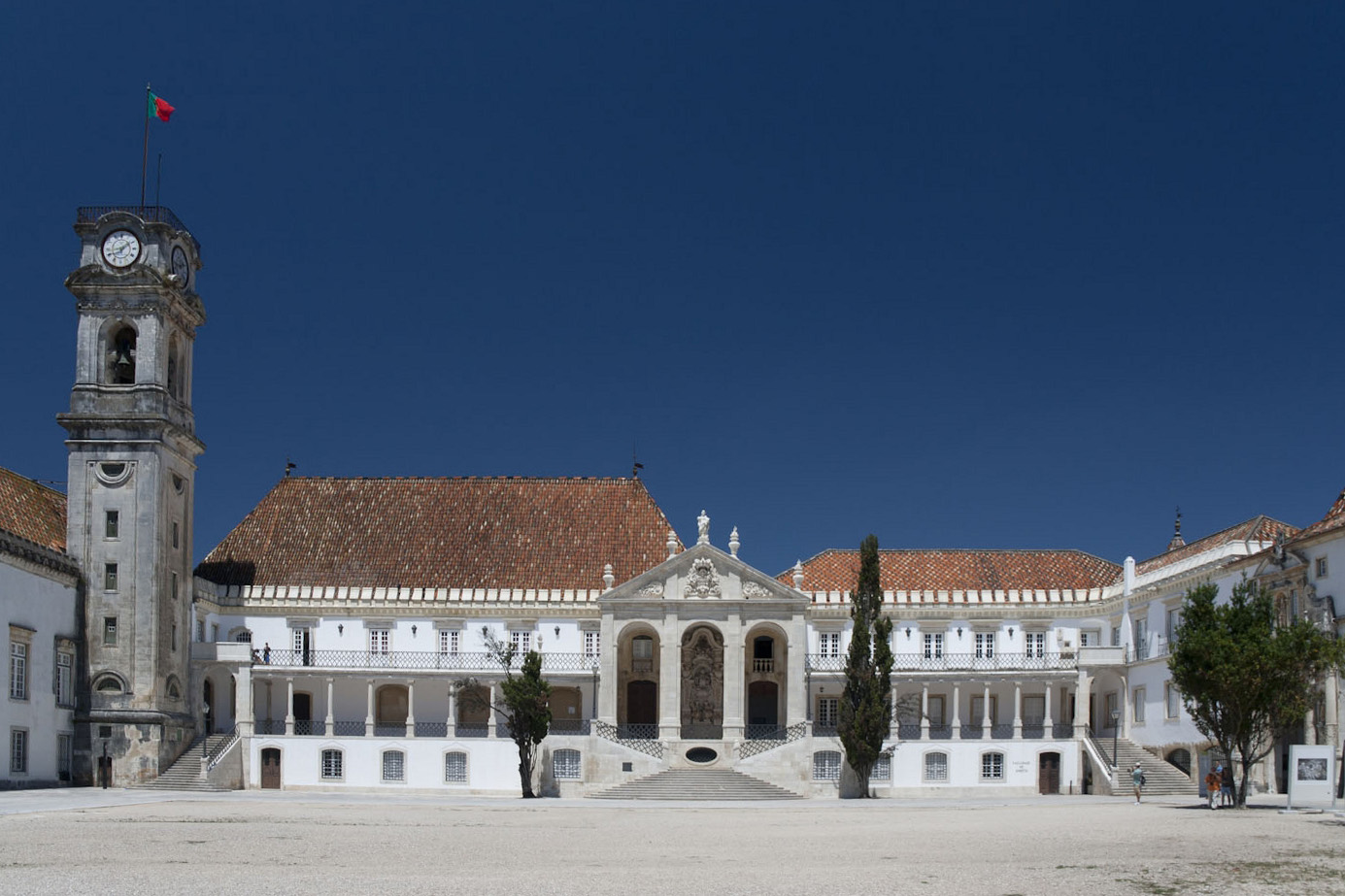
Edifici dell'università di Coimbra.

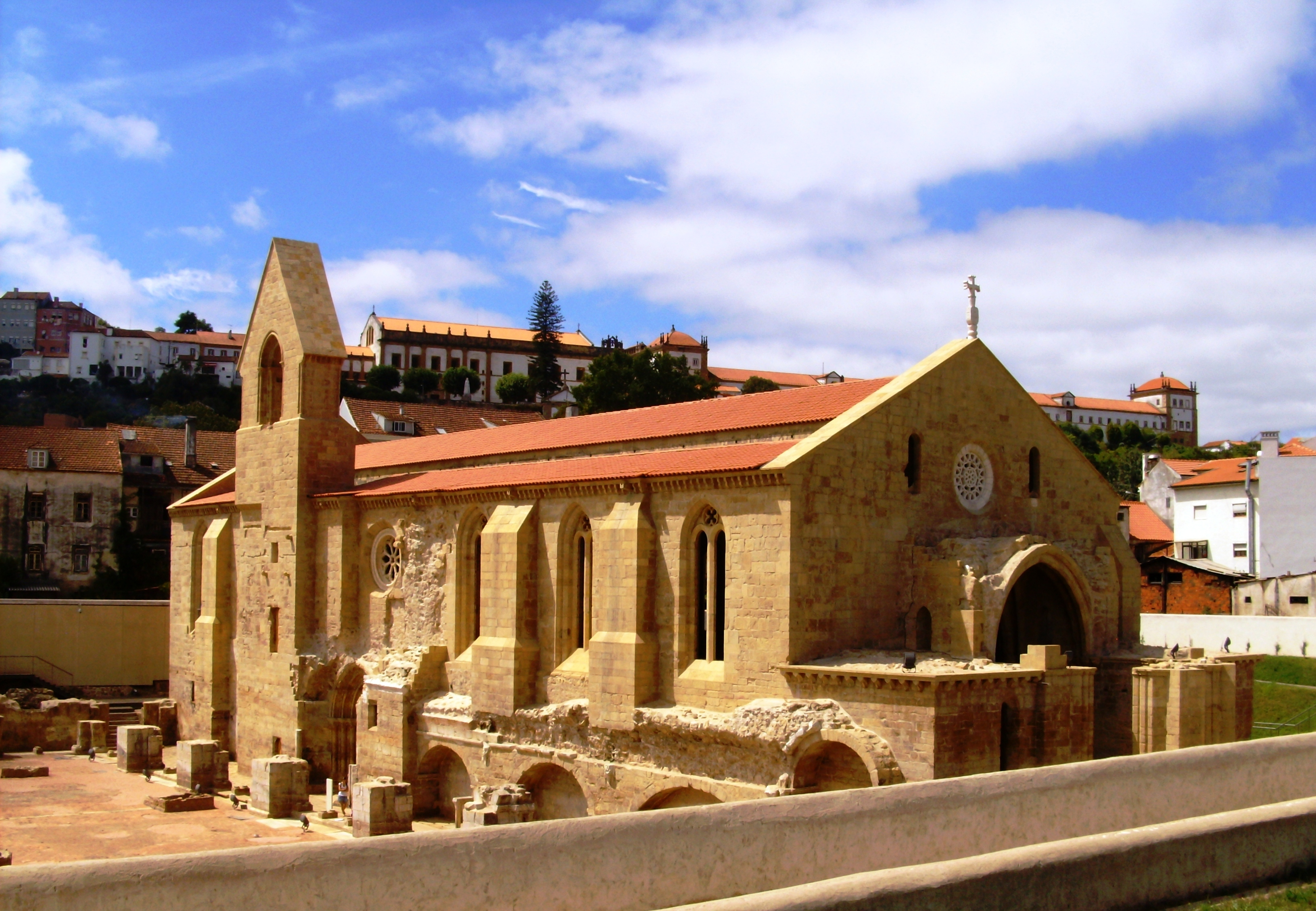
La chiesa dell'antico monastero di Santa Chiara (Mosteiro de Santa Clara-a-Velha), risalente al XIII secolo.

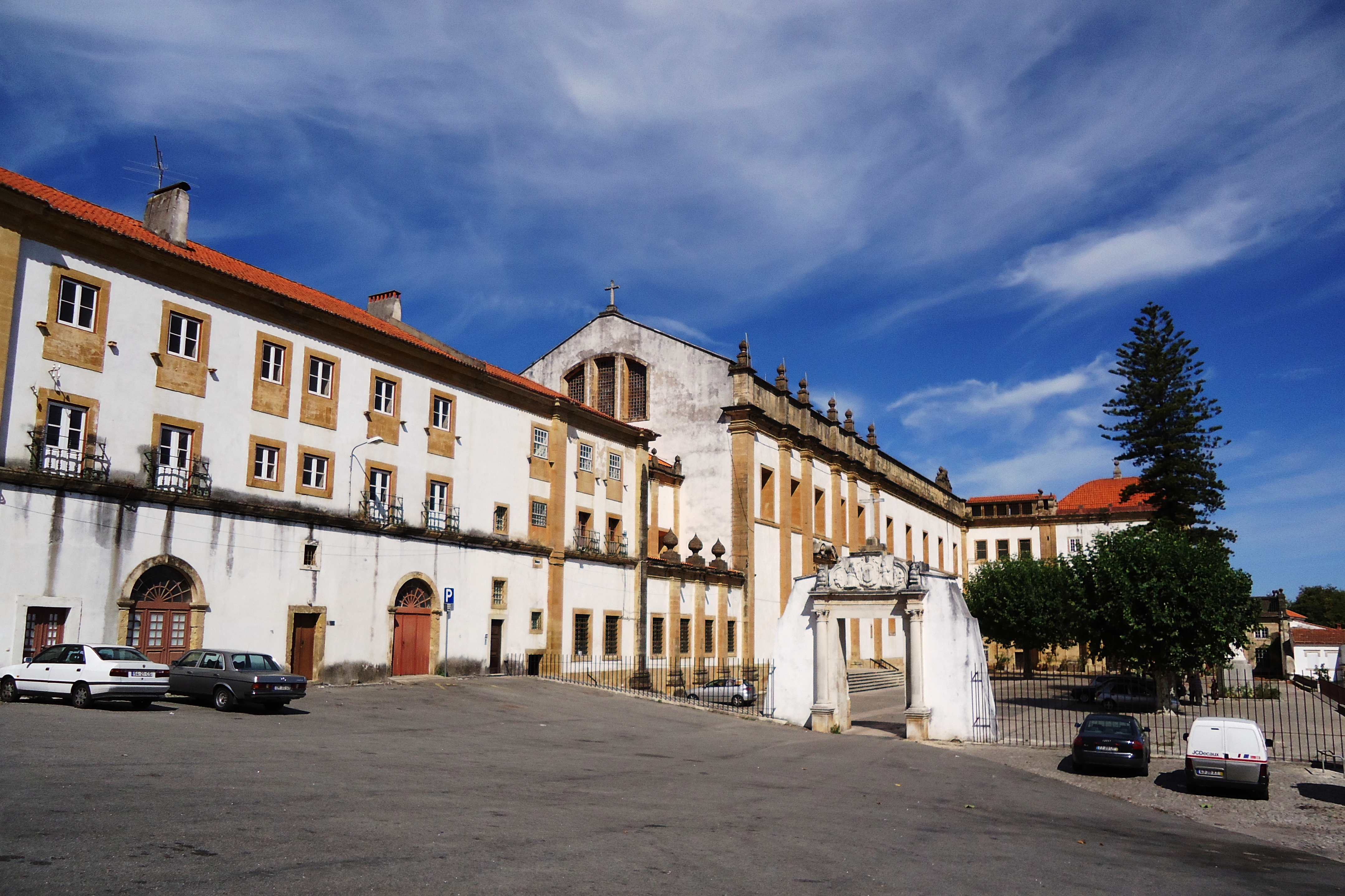
Il nuovo monastero di Santa Chiara (Convento de Santa Clara-a-Nova), fondato all'inizio del XIV secolo.

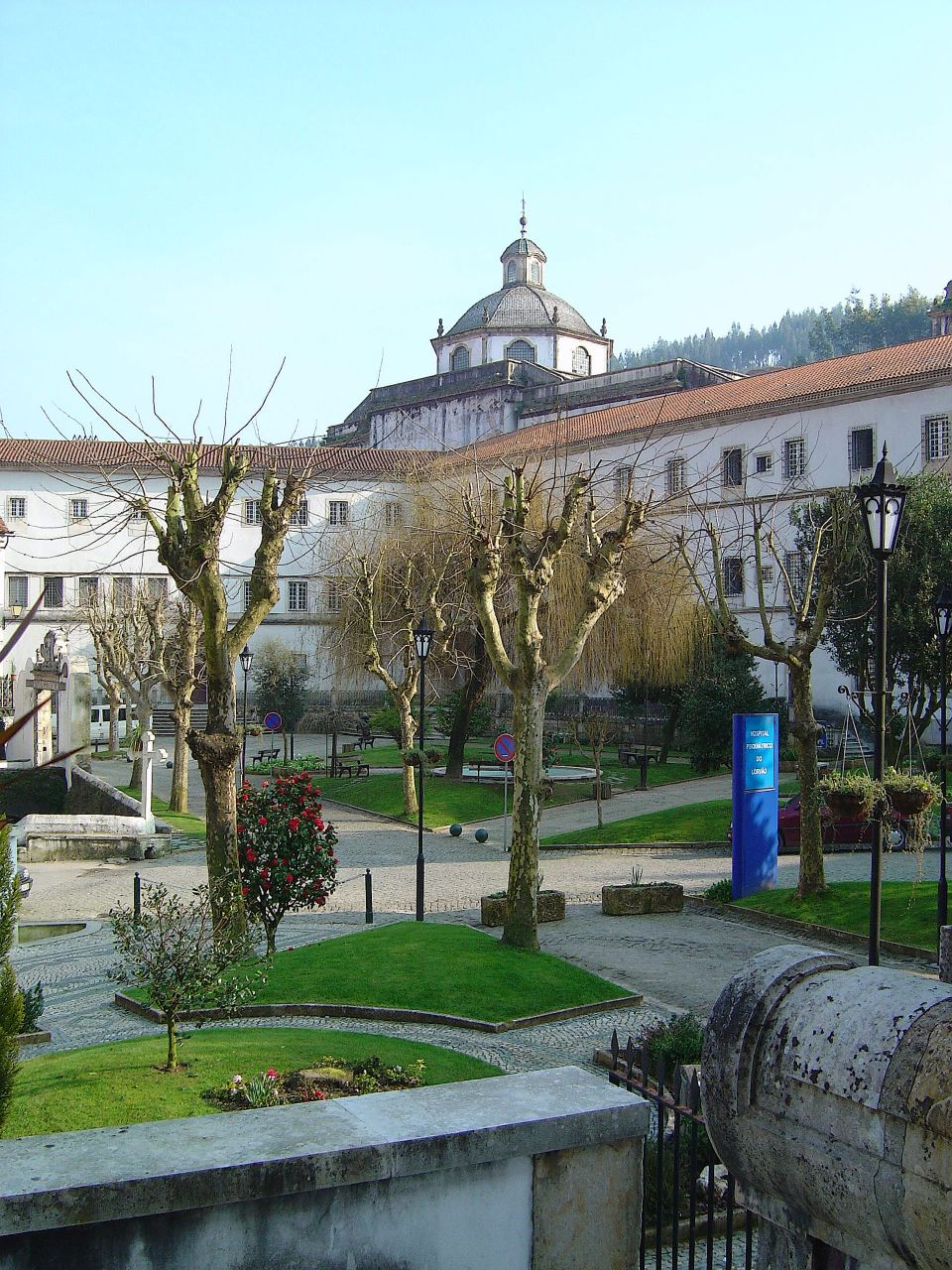
Il monastero medievale Santa Maria di Lorvão.

La diocesi di Coimbra (in latino Dioecesis Colimbricensis) è una sede della Chiesa cattolica in Portogallo suffraganea dell'arcidiocesi di Braga. Nel 2023 contava 510.925 battezzati su 561.000 abitanti. È retta dal vescovo Virgilio do Nascimento Antunes.

## Territorio
La diocesi comprende tutto il distretto di Coimbra (ad eccezione della frazione di São Gião di Oliveira do Hospital); il comune di Mealhada, nel distretto di Aveiro; Mortágua, nel distretto di Viseu; Alvaiázere, Ansião, Castanheira de Pera, Figueiró dos Vinhos, Pedrógão Grande e parte di Pombal nel distretto di Leiria; e Ferreira do Zêzere, nel distretto di Santarém.
Sede vescovile è la città di Coimbra, dove si trovano la cattedrale del Santissimo Nome di Gesù e l'ex cattedrale dell'Assunzione di Maria Vergine.
Il territorio si estende su 5.300 km² ed è suddiviso in 271 parrocchie, raggruppate in 24 arcipresbiterati, a loro volta raggruppati in 4 zone pastorali.

## Storia
La diocesi di Conimbriga, corrispondente all'odierna Condeixa-a-Velha, fu eretta già in epoca romana, benché non siano noti nomi di vescovi, suffraganea dell'arcidiocesi di Augusta Emerita, sede metropolitana della provincia romana della Lusitania. Quando la città fu conquistata dagli Suebi nel 468, iniziò un periodo di decadenza, che culminò con il trasferimento della sede vescovile nella vicina Aeminium (Emínio). I vescovi continuarono a mantenere il titolo di episcopi Conimbriensis, e questo portò a modificare il nome della città di Aeminium in Conimbriga, che in epoca araba divenne Colimbria, da cui il moderno nome di Coimbra.
I primi vescovi storicamente accertati di questa sede risalgono solo alla seconda metà del VI secolo. Il primo è Lucêncio, che prese parte nel 561 e nel 572 ai concili provinciali di Braga, a cui Coimbra apparteneva come suffraganea durante il periodo svevo. Quando la regione fu conquistata e sottomessa dai Visigoti, la diocesi ritornò a far parte della provincia ecclesiastica dell'arcidiocesi di Augusta Emerita (verso il 650). In questo periodo si assiste ad una certa organizzazione della diocesi: è attestato che nella prima metà del VII secolo, la cattedrale sancte Marie colimbrie  aveva un primicerio, un arcidiacono ed un arciprete. Ultimo vescovo conosciuto di questa prima fase della storia di Coimbra è Emila, che partecipò al 14º concilio di Toledo nel 693.
Il territorio della diocesi fu conquistato dagli arabi nel 712, che lo mantennero con una piccola interruzione fino al 1064. In questo periodo, la diocesi continuò a mantenere le sue strutture ecclesiastiche e sono noti i nomi di diversi vescovi, il primo dei quali è Nausto menzionato a partire dall'867.
Coimbra fu riconquistata agli Arabi nel 1064, e subito si operò per la riorganizzazione della diocesi. Una controversia tra i metropoliti di Braga e di Compostela fu risolta definitivamente nel 1199 da papa Innocenzo III, che assoggettò la diocesi di Coimbra alla provincia ecclesiastica di Braga. Nel 1086 il vescovo Paterno istituì il capitolo e fondò la scuola della cattedrale per la formazione dei chierici. Con i vescovi Maurice Bourdin e Bernardo († 1147) fu introdotta la liturgia romana in sostituzione della liturgia mozarabica, abolita nel concilio di Burgos del 1080. Fra il 1140 e il 1180 fu ricostruita l'antica cattedrale di Aeminium, che restò cattedrale della diocesi fino al 1772, anno in cui l'antica chiesa dei Gesuiti divenne la nuova cattedrale diocesana. Nel 1240 si celebrò il primo sinodo diocesano conosciuto, indetto dal vescovo Tibúrcio.
Tra la fine del XIII secolo e il XIV secolo, la diocesi visse un momento di grande fervore religioso. Il vescovo Américo Ebrard († 1295) introdusse la festa del Corpus Domini, mentre Raimundo Ebrard I († 1324) introdusse la solennità dell'Immacolata Concezione. Diversi furono i monasteri ed i conventi fondati o rifondati in questo periodo, tra cui quelli di Lorvão e di Vacariça, presso Coimbra, e quello cittadino di Santa Chiara. Nel 1308 fu fondata la famosa università di Coimbra, per il trasferimento della sede universitaria da Lisbona.
Il 25 settembre 1472 il re Alfonso V, per il prezioso contributo dato dal vescovo nella campagna militare in Nordafrica, concesse al vescovo João Galvão e ai suoi successori il titolo di conte di Arganil, titolo che si mantenne fino a Ernesto Sena de Oliveira nel Novecento.
Il 22 maggio 1545 cedette una porzione del suo territorio a vantaggio dell'erezione della diocesi di Leiria (oggi diocesi di Leiria-Fátima).
Verso la metà del XVII secolo la diocesi affrontò una travagliata situazione, perché la Santa Sede non riconosceva il re Giovanni IV e le sue nomine vescovili non furono confermate. La vacanza della sede si protrasse dal 1646 al 1670; un altro periodo di sede vacante si attuò nel Settecento per complessivi 23 anni.
Durante l'episcopato di Miguel da Anunciação (1740-1779) fu fondato il seminario diocesano.
Il 12 aprile 1774 cedette un'altra porzione del suo territorio a vantaggio dell'erezione della diocesi di Aveiro.
Con la riorganizzazione territoriale stabilita con la bolla Gravissimum Christi di papa Leone XIII il 30 settembre 1881 le diocesi di Leiria e di Aveiro furono soppresse e il loro territorio fu aggregato alla diocesi. Nella stessa occasione la diocesi di Coimbra cedette una porzione del suo territorio a vantaggio della diocesi di Guarda, cosicché contava 308 parrocchie con 539.836 fedeli.
Il 17 gennaio 1918 e il 24 agosto 1938 furono ristabilite rispettivamente le diocesi di Leiria e di Aveiro, ricavandone il territorio dalla diocesi di Coimbra.
Nel 1971, con il concorso delle diocesi di Leiria e di Beja, è stato istituito a Coimbra l'Istituto Superiore di Studi Teologici, affiliato dal 1991 con la facoltà di teologia dell'Università cattolica portoghese.

## Cronotassi dei vescovi
Si omettono i periodi di sede vacante non superiori ai 2 anni o non storicamente accertati.
- Lucêncio † (prima del 561 - dopo il 572)
- Possidónio † (menzionato nel 589)
- Hermulfo † (menzionato nel 633)
- Renovato o Renato † (menzionato nel 638)
- Sisiberto † (menzionato nel 653)
- Cantabro † (menzionato nel 666)
- Gomiro o Miro † (prima del 683 - dopo il 688)
- Emila † (menzionato nel 693)
- ...[2]
- Nausto † (prima dell'867 - dopo il 906)
- Diogo † (menzionato nel 912)
- Pelágio I † (prima del 928 - dopo il 931)
- Gondesindo † (prima del 932 - dopo il 943)
- Viliulfo o Vilulfo † (prima del 968 - dopo il 982)
- Pelágio II † (menzionato nel 986)
- Afonso † (menzionato nel 1018)
- Anonimo † (menzionato nel 1036)
  - Pedro † (menzionato l'8 maggio 1080)[3]
- Paterno † (prima di dicembre 1083 - circa marzo 1088 dimesso)[4]
- Martinho † (aprile 1088[4] - 1191 deceduto)[5]
- Crescónio, O.S.B. † (12 aprile 1092 - giugno 1098 deceduto)
- Maurice Bourdin, O.S.B. † (1098 - 5 febbraio 1111 nominato arcivescovo di Braga)
- Gonçalo Pais † (circa 1111 - circa maggio 1125 deceduto)
- Bernardo † (3 settembre 1128 - 1147 deceduto)
- João de Anaia † (circa 1147 - 1158 deceduto)
- Miguel Pais Salomão † (1158 - 1176 dimesso)
- Bermudo † (1177 - 5 settembre 1182 deceduto)
- Martinho Gonçalves † (maggio 1183 - 1193 deceduto)
- Pedro Soares † (1193 - 25 maggio 1232 dimesso)
- Pedro † (1233 - 1234 deceduto)
- Tibúrcio † (28 agosto 1234 - 22 novembre 1246 deceduto)
- Domingos † (1246 - 1247 deceduto)
- Egas Fafes † (15 dicembre 1248 - 18 dicembre 1267 nominato arcivescovo di Santiago di Compostela)
- Mateus † (1268 - 1275 nominato vescovo di Viseu)
- Américo Ebrard † (9 gennaio 1279 - 4 dicembre 1295 deceduto)
- Pedro Martins † (9 agosto 1296 - circa novembre 1301 deceduto)
- Fernando † (27 agosto 1302 - 8 agosto 1303 deceduto)
- Estêvão Anes Brochado † (8 marzo 1307 - novembre 1318 deceduto)
- Raimundo Ebrard I † (11 novembre 1318 - 15 luglio 1324 deceduto)
- Raimundo Ebrard II † (26 aprile 1325 - circa 1331 deceduto)
- João des Prez (o Jean des Prés) † (23 agosto 1333 - 3 dicembre 1337 nominato vescovo di Castres)
- Jorge † (3 luglio 1338 - 20 febbraio 1357 deceduto)
- Lourenço Rodriguez † (23 maggio 1356 - 25 agosto 1358 nominato vescovo di Lisbona)
- Pedro Gómez Barroso † (25 agosto 1358 - 23 luglio 1364 nominato vescovo di Lisbona)
  - Vasco de Menezes † (23 luglio 1364 - 10 giugno 1371 nominato vescovo di Lisbona) (amministratore apostolico)
- Pedro Tenorio † (10 giugno 1371 - 13 gennaio 1377 nominato arcivescovo di Toledo)
- Juan Cabeza de Vaca † (13 gennaio 1377 - dopo il 1º maggio 1387 deposto)
- Martinho Afonso de Miranda o da Charneca † (1387/1388 - 12 giugno 1398 nominato arcivescovo di Braga)
- João Afonso Esteves de Azambuja † (25 febbraio 1399 - 29 maggio 1402 nominato arcivescovo di Lisbona)
  - Juan Garcia Manrique † (2 giugno 1402 - 1407) (amministratore apostolico)
- Gil Almada † (5 aprile 1407 - dopo il 4 agosto 1415 deceduto)
- Fernando Coutinho † (27 aprile 1418 - 1429 deceduto)
- Álvaro Ferreira † (21 ottobre 1429 - 6 maggio 1444 deceduto)
- Luís Coutinho † (1º aprile 1444 - 15 novembre 1452 nominato arcivescovo di Lisbona)
- Afonso Nogueira, C.R.S.J.E. † (15 novembre 1452 - 17 settembre 1459 nominato arcivescovo di Lisbona)
- João Galvão † (17 settembre 1459 - 9 febbraio 1469 nominato vescovo di Évora)
- Garcia, O.S.B. † (9 febbraio 1469 - 22 maggio 1482 nominato vescovo di Braga)
- Jorge de Almeida † (22 maggio 1482 - 25 luglio 1543 deceduto)
- João Soares, O.E.S.A. † (22 maggio 1545 - 26 novembre 1572 deceduto)
- Manuel de Meneses † (16 dicembre 1573 - 4 agosto 1578 deceduto)
- Gaspar do Casal, O.E.S.A. † (27 novembre 1579 - 9 agosto 1584 deceduto)
- Afonso de Castelo-Branco † (3 giugno 1585 - 22 maggio 1615 deceduto)
- Afonso Furtado de Mendonça † (5 settembre 1616 - 12 novembre 1618 nominato arcivescovo di Braga)
- Martim Afonso Mexia de Tovar † (2 dicembre 1619 - 30 agosto 1623 deceduto)
- João Manuel de Ataíde † (19 febbraio 1625 - 24 novembre 1632 nominato arcivescovo di Lisbona)
- Jorge de Melo † (9 giugno 1636 - 1638 deceduto)
- João Mendes de Távora † (22 marzo 1638 - 1º luglio 1646 deceduto)[6]
  - Sede vacante (1646-1670)
- Manuel de Noronha † (15 dicembre 1670 - 11 maggio 1671 deceduto)
- Álvaro de São Boaventura, O.F.M.Cap. † (27 giugno 1672 - 19 gennaio 1683 deceduto)
- João de Melo † (24 aprile 1684 - 28 giugno 1704 deceduto)
- António Vasconcelos e Sousa † (14 dicembre 1705 - 23 dicembre 1717 deceduto)
  - Sede vacante (1717-1740)
- Miguel da Anunciação, C.R.S.A. † (19 dicembre 1740 - 29 agosto 1779 deceduto)
- Francisco de Lemos de Faria Pereira Coutinho † (29 agosto 1779 succeduto - 16 aprile 1822 deceduto)
- Francisco de São Luiz (Manoel Justiniano) Saraiva, O.S.B. † (19 aprile 1822 - 30 aprile 1824 dimesso[7])
- Joaquim de Nossa Senhora da Nazaré Oliveira e Abreu, O.F.M.Ref. † (3 maggio 1824 - 31 agosto 1851 deceduto)
- Manuel Bento Rodrigues da Silva, C.R.S.J.E. † (15 marzo 1852 - 18 marzo 1858 nominato patriarca di Lisbona)
- José Manuel de Lemos † (27 settembre 1858 -  26 marzo 1870 deceduto)
- Manuel Correia de Bastos Pina † (22 dicembre 1871 - 19 novembre 1913 deceduto)
- Manuel Luís Coelho da Silva † (31 ottobre 1914 - 1º marzo 1936 deceduto)
- António Antunes † (1º marzo 1936 succeduto - 20 luglio 1948 deceduto)
- Ernesto Sena de Oliveira † (29 ottobre 1948 - 12 agosto 1967 ritirato[8])
- Francisco Rendeiro, O.P. † (12 agosto 1967 succeduto - 19 maggio 1971 deceduto)
- João António da Silva Saraiva † (28 giugno 1972 - 3 aprile 1976 deceduto)
- João Alves † (8 settembre 1976 - 24 marzo 2001 ritirato)
- Albino Mamede Cleto † (24 marzo 2001 succeduto - 28 aprile 2011 ritirato)
- Virgilio do Nascimento Antunes, dal 28 aprile 2011

## Statistiche
La diocesi nel 2023 su una popolazione di 561.000 persone contava 510.925 battezzati, corrispondenti al 91,1% del totale.
| anno | popolazione | popolazione | popolazione | presbiteri | presbiteri | presbiteri | presbiteri                | diaconi | religiosi | religiosi | parrocchie |
| anno | battezzati  | totale      | %           | numero     | secolari   | regolari   | battezzati per presbitero | diaconi | uomini    | donne     | parrocchie |
| ---- | ----------- | ----------- | ----------- | ---------- | ---------- | ---------- | ------------------------- | ------- | --------- | --------- | ---------- |
| 1950 | 547.428     | 571.256     | 95,8        | 262        | 252        | 10         | 2.089                     |         | 11        | 358       | 254        |
| 1970 | 578.584     | 582.578     | 99,3        | 290        | 260        | 30         | 1.995                     |         | 51        | 550       | 259        |
| 1980 | 525.600     | 575.000     | 91,4        | 264        | 224        | 40         | 1.990                     |         | 73        | 398       | 265        |
| 1990 | 588.000     | 597.000     | 98,5        | 243        | 203        | 40         | 2.419                     |         | 75        | 392       | 266        |
| 1999 | 537.000     | 546.000     | 98,4        | 219        | 178        | 41         | 2.452                     |         | 69        | 365       | 266        |
| 2000 | 537.000     | 546.000     | 98,4        | 212        | 172        | 40         | 2.533                     |         | 64        | 360       | 266        |
| 2001 | 537.000     | 546.000     | 98,4        | 209        | 169        | 40         | 2.569                     | 6       | 58        | 332       | 267        |
| 2002 | 508.000     | 565.000     | 89,9        | 204        | 167        | 37         | 2.490                     | 8       | 56        | 337       | 267        |
| 2003 | 508.000     | 565.000     | 89,9        | 197        | 159        | 38         | 2.578                     | 8       | 60        | 327       | 264        |
| 2004 | 508.000     | 565.000     | 89,9        | 194        | 157        | 37         | 2.618                     | 8       | 61        | 302       | 268        |
| 2006 | 505.000     | 562.000     | 89,9        | 195        | 163        | 32         | 2.589                     | 8       | 54        | 305       | 268        |
| 2013 | 500.000     | 548.500     | 91,2        | 166        | 134        | 32         | 3.012                     | 13      | 49        | 284       | 269        |
| 2016 | 500.000     | 548.000     | 91,2        | 160        | 125        | 35         | 3.125                     | 13      | 43        | 268       | 269        |
| 2019 | 494.950     | 543.500     | 91,1        | 131        | 115        | 16         | 3.778                     | 30      | 27        | 262       | 270        |
| 2021 | 495.490     | 544.000     | 91,1        | 145        | 118        | 27         | 3.417                     | 30      | 30        | 254       | 270        |
| 2023 | 510.925     | 561.000     | 91,1        | 140        | 113        | 27         | 3.649                     | 33      | 29        | 210       | 271        |